# (5024) Bechmann
(5024) Bechmann (1985 VP) – planetoida z grupy pasa głównego asteroid okrążająca Słońce w ciągu 5,81 lat w średniej odległości 3,23 j.a. Odkryta 14 listopada 1985 roku.